# 朝鮮人民軍海軍
朝鮮人民軍海軍（ちょうせんじんみんぐんかいぐん、朝鮮語: 조선인민군 해군）は、朝鮮民主主義人民共和国が保有する海軍。1946年に創設された海岸警備隊を前身とする。

## 概要
朝鮮人民軍の海上戦力を担う組織であるが、陸海空三軍の中では最も小規模である。しかし、2023年の海軍節に合わせて装備の現代化に拍車をかけている。。小型の哨戒艇や魚雷艇及び潜水艦を主力とし、特殊部隊浸透用のホバークラフトも保有している。総艦艇数は2013年時点で、約650隻、計10.3万トンと推定され、潜水艦は特殊部隊浸透用の小型艇も含め、90隻以上とされる。
経済活動の停滞もあり、燃料不足から外洋での活動はかなり低調である。また、艦艇の更新は進まず機材は旧式化しており、2013年10月には複数の艦艇が演習中に沈没して、10数名が殉職したことが報じられた。

## 沿革

### 創設
朝鮮人民軍海軍は、1946年6月に黄海水上警備隊が創設されたのが始まりである。続けて西海水上警備隊がまず黄海道と平安南道地域に、それから平安北道地域に組織された。7～8月、東海水上警備隊が創設された。
1946年9月頃、水上保安隊に改称。水上保安隊隷下に水上保安支隊が置かれ、東海水上保安隊には7個、黄海水上保安隊には8個の水上保安支隊があった。1947年4月、水上保安隊から水上保安大隊に昇格。初期の指揮官で、隊長と大隊長の3人が朝鮮義勇軍出身（陳國華、張志福、李鐵重）、1人は高麗人（チャ・ユンド）であった。朝鮮義勇軍出身者は海洋勤務の経験は無かったが、中国の軍官学校を卒業していたので、隊員を養成して部隊を指揮することができる基本的な軍事知識と素養を備えていた。
1947年7月8日、元山に水上保安幹部学校を創設した。1948年2月8日、朝鮮人民軍の発足とともに水上保安幹部学校は清津に移転し、海軍軍官学校に発展した。海軍軍官学校の初代校長にはキム・グァンヨン少将、副校長には金元武総佐、政治副校長には趙正哲総佐が就いた。海軍軍官学校内に設立された技術訓練所は1949年9月に1期生250名、1950年5月に2期生750名を輩出した。
1949年8月20日、海岸警備隊は、内務省から民族保衛局の管轄に変更され、8月28日、最初の「魚雷艇隊」を創設することにより、正式に海軍として発足した。以後、艇隊編成に注力し、清津に第1衛戍司令部、元山に第2衛戍司令部、鎮南浦に第3衛戍司令部が置かれた。重要な役割を果たしていた第2衛戍司令部は4個の艇隊と海岸砲兵連隊および2個の陸戦隊で編制されていた。

### 朝鮮戦争

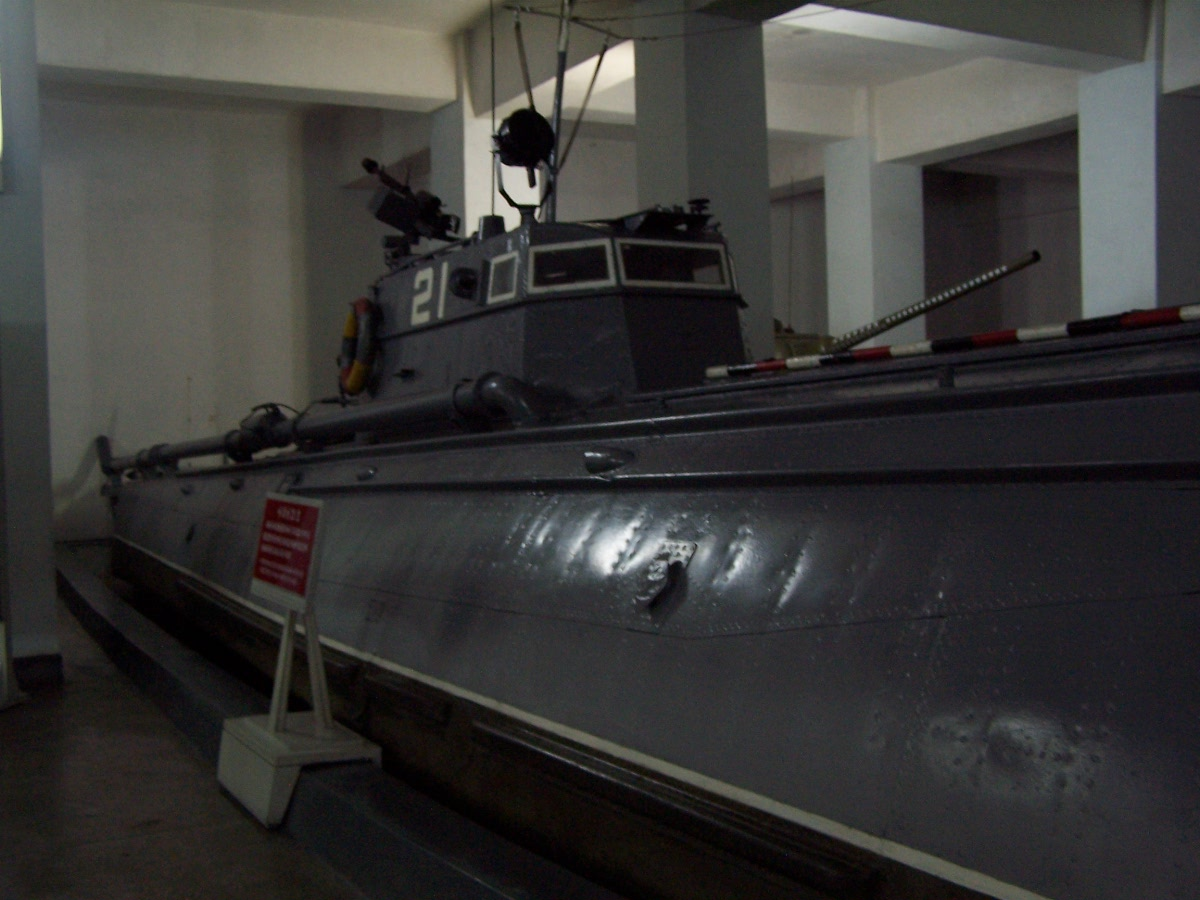
注文津沖海戦において、北朝鮮側主張によればボルチモア級1隻を撃沈した第21号魚雷艇

朝鮮戦争（祖国解放戦争）開戦時の海軍総司令官は韓一武中将、参謀長は金元武総佐だった。朝鮮戦争中はほとんど本格的な海戦は生起しなかったが、1950年7月2日未明に行われた注文津港海戦はその数少ない例である。注文津沖を哨戒中だったアメリカ海軍の巡洋艦「ジュノー」とイギリス海軍の軽巡洋艦「ジャマイカ」、及びブラックスワンが小型船を護送中の人民軍海軍第2魚雷艇隊の4隻を発見、砲撃を加えたもので、第2魚雷艇隊は3隻を失ったものの1隻は元山港まで逃走することに成功した。なお、北朝鮮側はこの海戦で米ボルチモア級重巡洋艦1隻を撃沈したと主張しており、第2魚雷艇隊に近衛称号を与えたほか、撃沈したとする第21号魚雷艇を祖国解放戦争勝利記念館で展示している。

### 1960年代-2010年代
1968年1月23日のプエブロ号事件では、アメリカ海軍の情報収集艦「プエブロ」を駆潜艇で拿捕した。1973年には羅津級フリゲートが建造され、1976年にはロメオ型潜水艦の国産化が始まるなど、潜水艦や大型艦艇を保有する海軍に拡大した。
1993年5月29日のノドン試射時には、複数の艦艇が日本海に展開した。
1990年代以降は、冷戦の終結や苦難の行軍などの北朝鮮国内の混乱により艦艇の更新が行われず、燃料不足で行動も制限された。2010年代に入り、ようやく艦艇の更新が始まり鴨緑級コルベットの建造が始まった。
2025年4月26日、新型駆逐艦（崔賢級駆逐艦）「崔賢」の進水式が執り行われた。

### 戦術核の配備
2023年8月27日、金正恩朝鮮労働党総書記は、海軍が「国家核抑止力の構成部分になる」と言及。海軍艦艇に戦術核を配備することを示唆した。同年9月6日には新たな戦術核攻撃潜水艦「金君玉英雄艦」が進水したことを発表したが、韓国当局は従来のロミオ級潜水艦の艦橋の部分にはSLBM垂直発射管を追加したものであり「正常に運用できる姿ではない」と分析している。

## 組織・部隊編成
地勢上、部隊配置は日本海側と黄海側とに二分されている。東海艦隊の10個戦隊と西海艦隊6個戦隊の合計16個戦隊とそれら2個艦隊の傘下に置かれる海軍砲兵部隊、地対艦ミサイル部隊、海兵隊である2個海上狙撃旅団から構成されている。戦隊の隷下には数個編隊があり、ロケット艦（誘導ミサイル艦）編隊、魚雷艇編隊、戦車砲編隊、放射砲（多連装ロケット砲）編隊、高速艇編隊…といったようにそれぞれ異なる艦種で構成されている。
以下、韓国当局の調査や脱北した元海軍関係者からの証言で判明した分を記載する。なお、名称に使用されている「東海」「西海」は韓国、北朝鮮で使用されている日本海と黄海の別名である。
- 東海艦隊司令部：楽園郡楽園邑（通称号・第597連合部隊）
  - 第1戦隊
  - 第2戦隊
  - 第3戦隊：楽園郡、潜水艦部隊
  - 第4戦隊：新浦市馬養島（朝鮮語版）、潜水艦部隊
    - 地上部隊として女子高射銃1個中隊、海岸砲2個中隊[20]

  - 第5戦隊
  - 第6戦隊
  - 第7戦隊：
  - 第13戦隊：文川市および元山市、潜水艦部隊
    - 第291部隊：ホバークラフト部隊[21]
- 西海艦隊司令部：南浦特別市（通称号・第587連合部隊）
  - 第8戦隊：甕津郡砂串、警備艇部隊
  - 第9戦隊：南浦特別市港口区域椒島（朝鮮語版）
  - 第10戦隊
  - 第11戦隊：クァイル郡月沙里琵琶串、潜水艦部隊および警備艇部隊[22]
  - 第12戦隊：塩州郡多獅島、特殊戦部隊および上陸支援部隊

## 歴代司令官
| 氏名           | 在任期間          | 前職                 | 後職                 | 備考                         |
| -------------- | ----------------- | -------------------- | -------------------- | ---------------------------- |
| 韓一武         | 1950.6.10 - 1954  |                      |                      | 52年より空軍司令官兼任       |
| 李永鎬         | 1954 - 1957.6     | 民族保衛省副相       | 駐中国大使           |                              |
| 柳昌権         | 1957.6－?         |                      |                      |                              |
| 崔昌煥         | 1970?             |                      |                      |                              |
| 金勝国         | 1972.1 -12        |                      |                      |                              |
| 金鎰喆         | 1982.6 - 1997.6   | 海軍副司令官         | 人民武力部第1副部長  | 85年上将、92年大将           |
| 金潤心         | 1997.6 - 2007.12  | 西海艦隊司令官       |                      | 上将、2002年大将             |
| 鄭明道         | 2007.12 - 2012.7? |                      |                      | 上将、2010年大将             |
| 金明植         | 2012.7? - 2015.4? | 東海艦隊司令官       | 朝鮮人民軍副総参謀長 | 2014年上将                   |
| 李用柱         | 2015.4? - 2017?   | 朝鮮人民軍副総参謀長 |                      | 2015年4月上将、2015年8月大将 |
| 金明植         | 2017? - 2021.2    | 朝鮮人民軍副総参謀長 |                      | 上将、2019年大将             |
| キム・ソンギル | 2021.2 -          |                      |                      | 中将                         |